# Saint-Genès-du-Retz
Saint-Genès-du-Retz è un comune francese di 518 abitanti situato nel dipartimento del Puy-de-Dôme nella regione dell'Alvernia-Rodano-Alpi.

## Società

### Evoluzione demografica
Abitanti censiti